# Turó de Segura
El Turó de Segura és una muntanya de 1.122 metres que es troba al municipi de Ribes de Freser, a la comarca catalana del Ripollès.